# 欧特维尔博卡日
欧特维尔博卡日（法語：Hautteville-Bocage，法語發音：[otvil bɔkaʒ]）是法国芒什省的一个市镇，属于瑟堡区。

## 地理
欧特维尔博卡日（49°25'33"N, 1°27'53"W）面积4.22 平方千米，位于法国诺曼底大区芒什省，该省份为法国西北部沿海省份，西、北、东北三面环大西洋，东起顺时针与卡爾瓦多斯省、奧恩省、马耶讷省和伊勒-维莱讷省接壤。
与欧特维尔博卡日接壤的市镇（或旧市镇、城区）包括：科隆比、比尼维尔、奥尔格朗德、雷涅维尔博卡日、圣科隆布、于尔维尔。

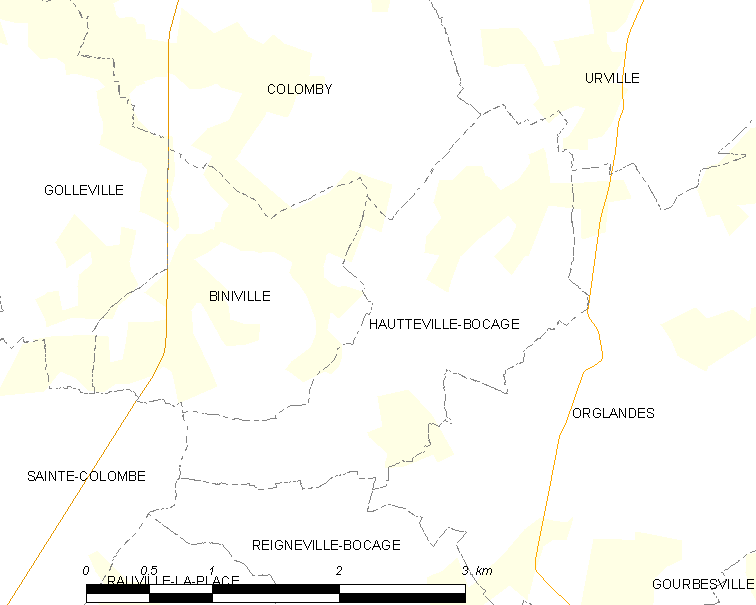
欧特维尔博卡日的OSM定位图

欧特维尔博卡日的时区为UTC+01:00、UTC+02:00（夏令时）。

## 行政
欧特维尔博卡日的邮政编码为50390，INSEE市镇编码为50233。

## 政治
欧特维尔博卡日所属的省级选区为科唐坦地区布里克贝克县。

## 人口

1962-2008年间欧特维尔博卡日人口变化图示

欧特维尔博卡日于2022年1月1日时的人口数量为154人。